# غريغ يونغ
غريغ يونغ (بالإنجليزية: Greg Young)‏ (25 أبريل 1983 بدونكاستر في المملكة المتحدة - ) هو لاعب كرة قدم بريطاني في مركز الدفاع. لعب مع شيفيلد وينزداي وغريمسبي تاون ونادي يورك سيتي ونادي غاينسبورو ترينيتي ونادي هاليفاكس تاون وBuxton F.C. ‏ ونورثويتش فيكتوريا وAlfreton Town F.C. ‏ ونادي ألترينتشام.

## وصلات خارجية
- غريغ يونغ على موقع قاعدة بيانات كرة القدم.إي يو (الإنجليزية)
- غريغ يونغ على موقع Soccerbase.com (لاعب) (الإنجليزية)
- غريغ يونغ على موقع Soccerway.com (الإنجليزية)